# Torpedoversuchsanstalt Neubrandenburg

Russ. Bestandsaufnahme der TVA von 1947

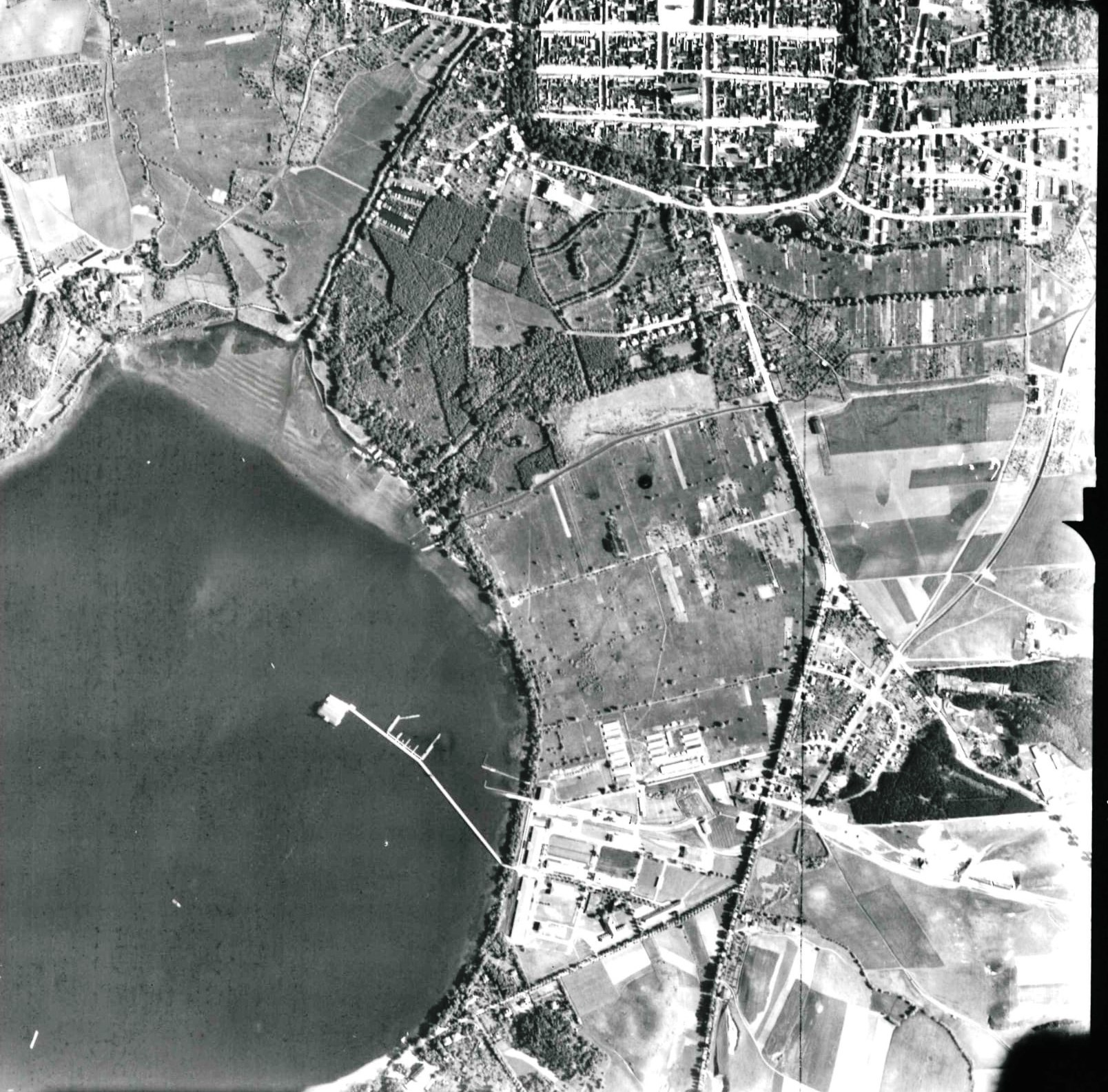
1947 TVA Eckernförde Abt. Neubrandenburg

Die Torpedoversuchsanstalt Eckernförde Abteilung Neubrandenburg war während des Zweiten Weltkriegs eine Außenstelle der Torpedoversuchsanstalt (TVA) Eckernförde.
Die deutsche Kriegsmarine errichtete während des Zweiten Weltkriegs Torpedoversuchsanstalten. Militärische Hauptaufgaben waren die Erprobung, Neu- und Weiterentwicklung deutscher U-Boot-Torpedos und die Einstellung der Torpedos hinsichtlich Zündung, Steuerung, Tiefenhaltung und Geschwindigkeit. Zudem erfolgte hier die Ausbildung des dafür notwendigen Fachpersonals für die Kriegsmarine.

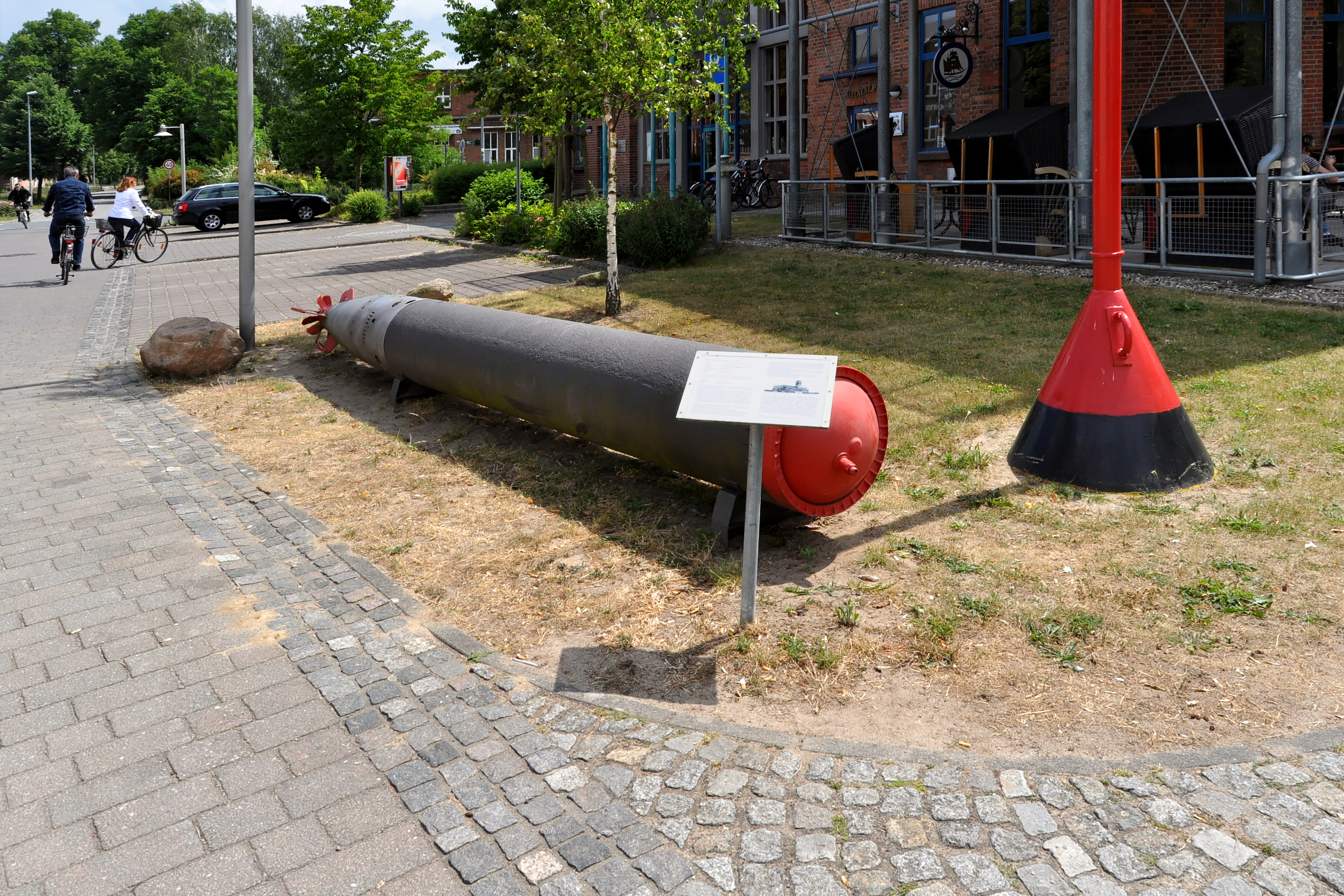
Torpedo aus der TVA mit Infotafel

## Entstehung
In den Jahren 1941 und 1942 entstand die Außenstelle in Neubrandenburg. Der Standort wurde gewählt, weil der Tollensesee als ideal geeignet erschien, Neubrandenburg weit im Landesinneren liegt und somit Schutz vor Spionage und Bombenangriffen bot und ebenso eine gute Anbindung an die Verkehrsinfrastruktur vorzuweisen hatte. Weiterhin war die Nähe zu den Entscheidungsträgern in Berlin ausschlaggebend. Nach Verhandlungen mit der Stadt Neubrandenburg und dem Grundstückserwerb direkt an der Reichsstraße 96 begann der Bau der TVA. Hierfür wurden auch russische und französische Kriegsgefangene eingesetzt.

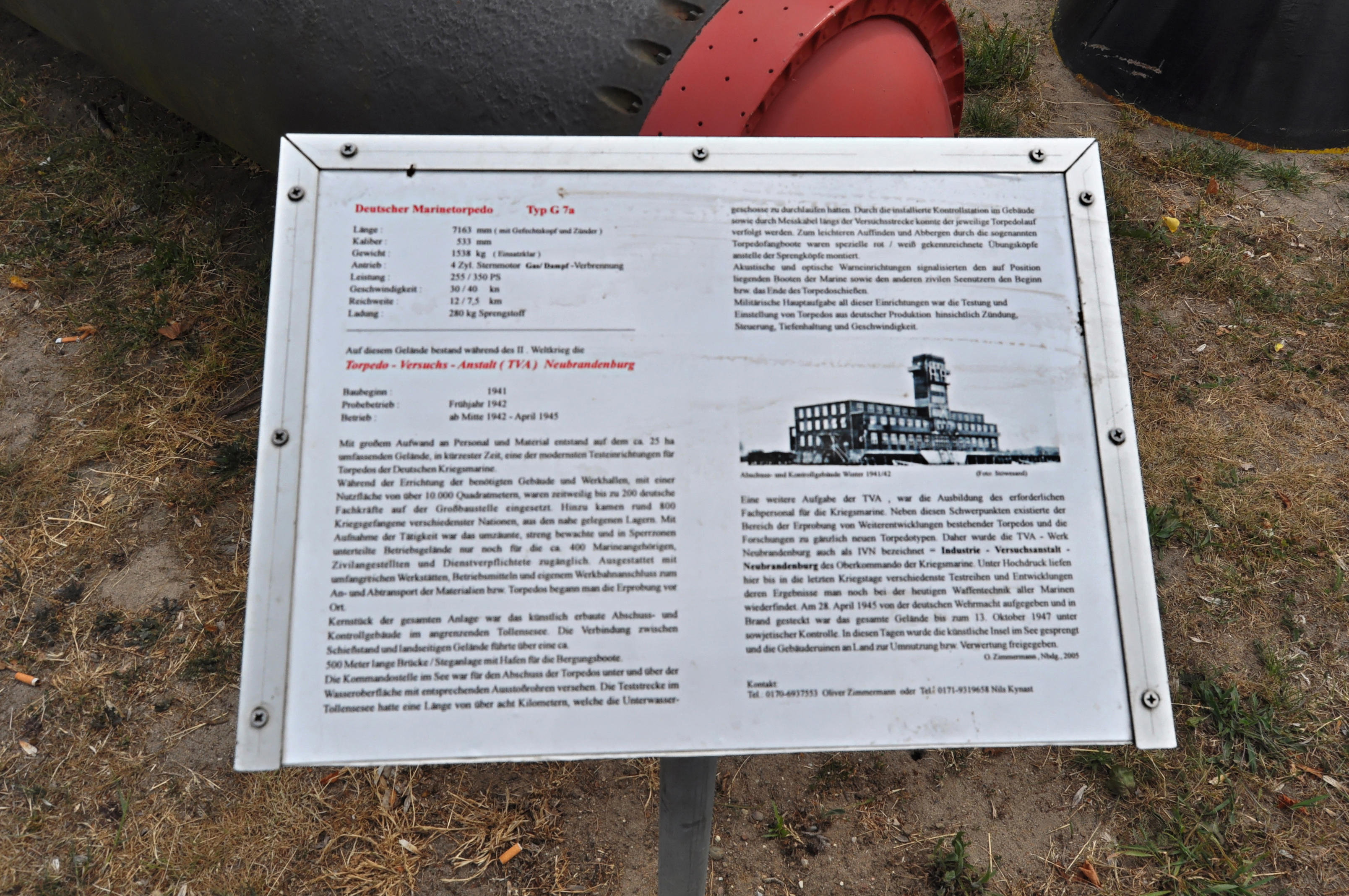
Infotafel zur Geschichte der TVA

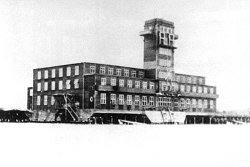
Seegebäude der TVA aus Infotafel

## Anlage
Es entstanden 18 Gebäude, davon fünf große, hallenartige mit Kettenflaschenzügen und ein Luftschutzbunker. Für den Materialtransport wurde das Gelände mit einem Zubringergleis vom Neubrandenburger Bahnhof versehen. Das markanteste Gebäude, der Schießstand, befand sich auf einer künstlichen Insel, die mit einer Brücken-/Stegkonstruktion mit den Bauten am Ufer verbunden war. Der Schießstand gründete auf zwei Stahlbetonfundamentstreifen, die von einer Stahlbetonplatte überspannt worden sind. Im Bereich der turmartigen Zentraleinheit, die sich sieben Stockwerke über der Platte erhob und seeseitig über drei Achsen verfügte, schloss sich jeweils von der Seeseite aus gesehen links und rechts das dreistöckige Hauptgebäude an, welches jeweils über sieben Achsen verfügte und an der Rückwand der Zentraleinheit anschloss. Die unteren beiden Geschosse des Hauptgebäudes reichten bis zur Vorderseite der Zentraleinheit. Die Breite des Hauptgebäudes war in sechs Achsen untergliedert. Die Stadtseite des Hauptgebäudes bestand aus 19 Achsen. Zur Stadtseite hin war ein zweigeschossiger Gebäudeteil symmetrisch an das Hauptgebäude ausgeführt worden, welches 15 Achsen inklusive Turm aufwies, die Breite war in drei Achsen unterteilt. Der gesamte Bau war eine Stahlbetonskelettkonstruktion. Der gesamte Komplex der TVA war ab Mitte 1942 in verschiedene Geheimhaltungsstufen unterteilt.

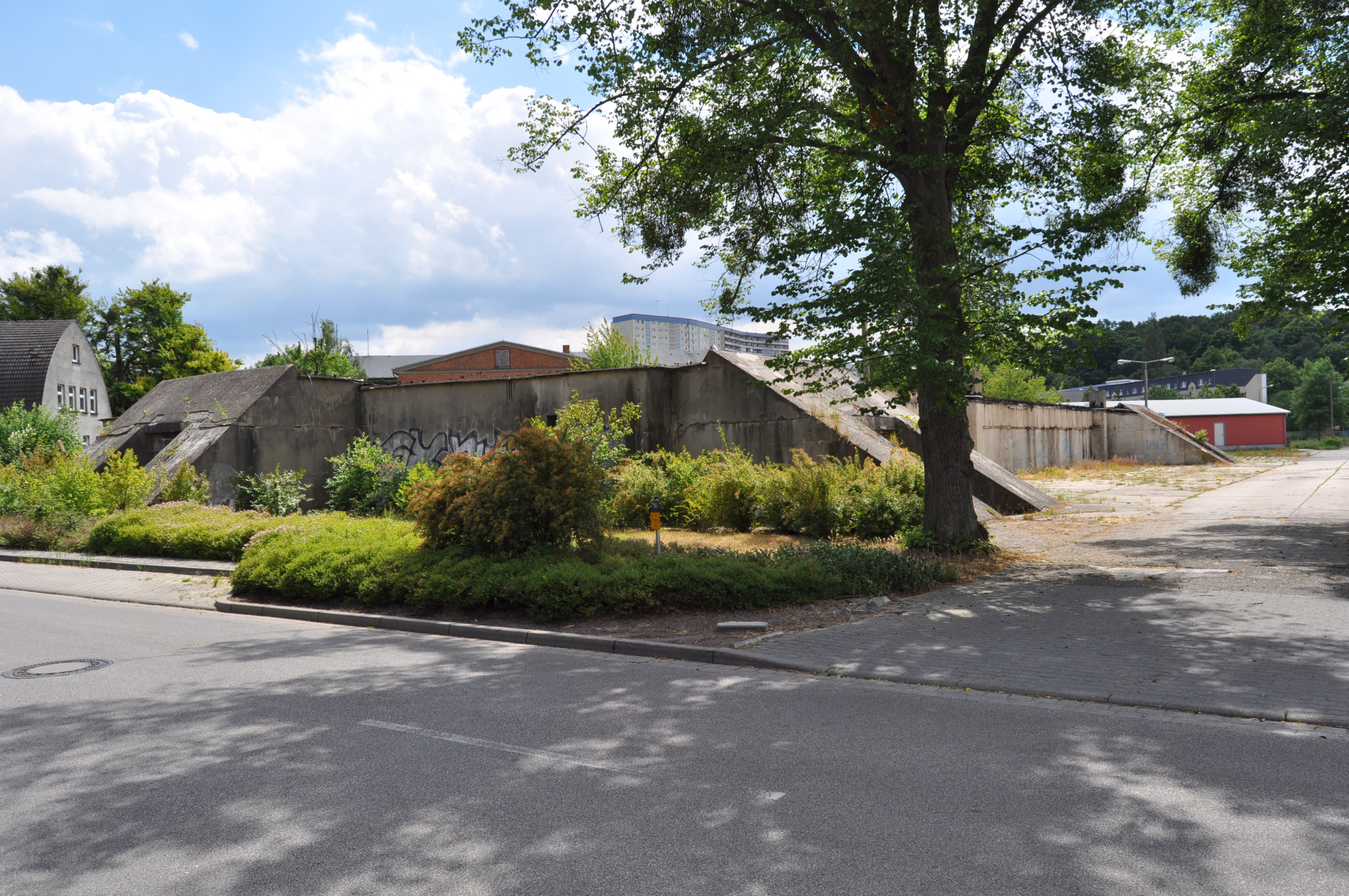
Der Bunker der TVA Neubrandenburg (2015 abgerissen)

## Aufgabe
Alle Torpedos, die in der TVA Eckernförde Abt. Neubrandenburg verschossen wurden, besaßen keine Sprengköpfe. Die Versuchsanstalt hatte lediglich die Aufgabe, die Laufrichtung der Torpedos zu präzisieren, um so die Trefferwahrscheinlichkeit im späteren Einsatz zu erhöhen. In die Forschung und Entwicklung wurden auch U-Boot-Offiziere einbezogen.

## Das Ende
Der Fliegerhorst Trollenhagen wurde mit Frontfliegern belegt, die die Spitzen der Roten Armee bekämpfen sollten. Sowjetische Vortruppen unter Tibujew erreichten die Umgebung der Stadt am 28. April 1945. Am gleichen Tag wurde Neubrandenburg aufgegeben und man evakuierte das letzte Personal der TVA. Ein Rollkommando setzte die TVA in Brand. Sprengkabel wurden bis zum Oberbach verlegt. Die Sprengung kam jedoch nicht zu Stande. Am Abend brannte auch der Fliegerhorst. Um 23:00 Uhr erkundeten Spitzenkräfte der Roten Armee die TVA.

## 1945 bis 1990
In den harten Wintern 1946/47 und 1947/48 wurden große Teile der Brücken-/Stegkonstruktion von den notleidenden Neubrandenburgern als Brennholz abgetragen. Baufirmen bedienten sich an der Gebäudeausstattung. Die russische Kommandantur befahl am 20. April 1947 die Sprengung des Schießstandes. Die landseitigen Gebäude wurden ebenfalls geplündert. Im Oktober 1947 erfolgte die Übergabe des Geländes an die Stadt. 1949 erteilte diese einer ansässigen Firma den Auftrag, die Pfähle der Steg-/Brückenkonstruktion zu ziehen. Danach war das Mecklenburgische Industriebüro (MIB) Hauptnutzer des Geländes. Ab 1952 begann wieder die militärische Nutzung der Liegenschaft. Das Ministerium des Inneren beschloss einen Investitionsplan für das Großprojekt RWN – Reparaturwerk Neubrandenburg mit der Aufgabe, alle Reparaturen an Kettenfahrzeugen des Militärs der DDR durchzuführen und notwendige Spezialisten auszubilden. Ab 1954 begann der Übergang zur fließbandmäßigen Instandsetzung sowie die Erweiterung der Instandsetzung auch auf andere Waffentechnik. Die Zahl der Beschäftigten betrug 1953 160 Personen und steigerte sich bis 1978 auf 2278 Personen. In den 1980er Jahren arbeiteten dort bis zu 5000 Personen. Am 1. Januar 1956 wurde das RWN zum volkseigenen Betrieb „VEB Reparaturwerk Neubrandenburg“ (RWN). Aufträge aus anderen Staaten des Warschauer Paktes und Lieferungen für den Iran-Irak-Krieg bedingten Erweiterungen, und so wuchs das Werk zu dem wohl größten seiner Art in Europa. Es wurde eine Teststrecke für Panzer entlang des Tollensesees im Nemerower Holz angelegt, die als Sperrgebiet ausgewiesen wurde.

## 1990 bis heute
Nach 1990 erwarb die damals kreisfreie Stadt einen großen Teil der Grundstücke, den See und das ehemalige Sperrgebiet. Durch die 4-zu-1-Gespräche der Alliierten und der NATO entfiel der Hauptauftraggeber des RWN. Es gab allerdings noch genügend Abrüstungs- und Verschrottungsaufträge. Nachfolger des RWN waren die Fahrzeugwerke Neubrandenburg (damals ein Tochterunternehmen der Diehl-Gruppe). Im Dezember 2001 musste das Werk mangels Aufträgen schließen. 2003 wurde die ehemalige 2,6 km lange Werkbahn bis zum Neubrandenburger Bahnhof zurückgebaut. Heute befinden sich auf dem Gebiet der damaligen TVA diverse mittelständische Unternehmen, ein Yachthafen und Gaststätten. Im Sperrgebiet ist das Strandbad Augustabad wieder entstanden und der Tollenseradweg konnte gebaut werden. Im März 2014 wurde bekannt, dass das Areal von mehreren heimischen Investoren gekauft worden ist.

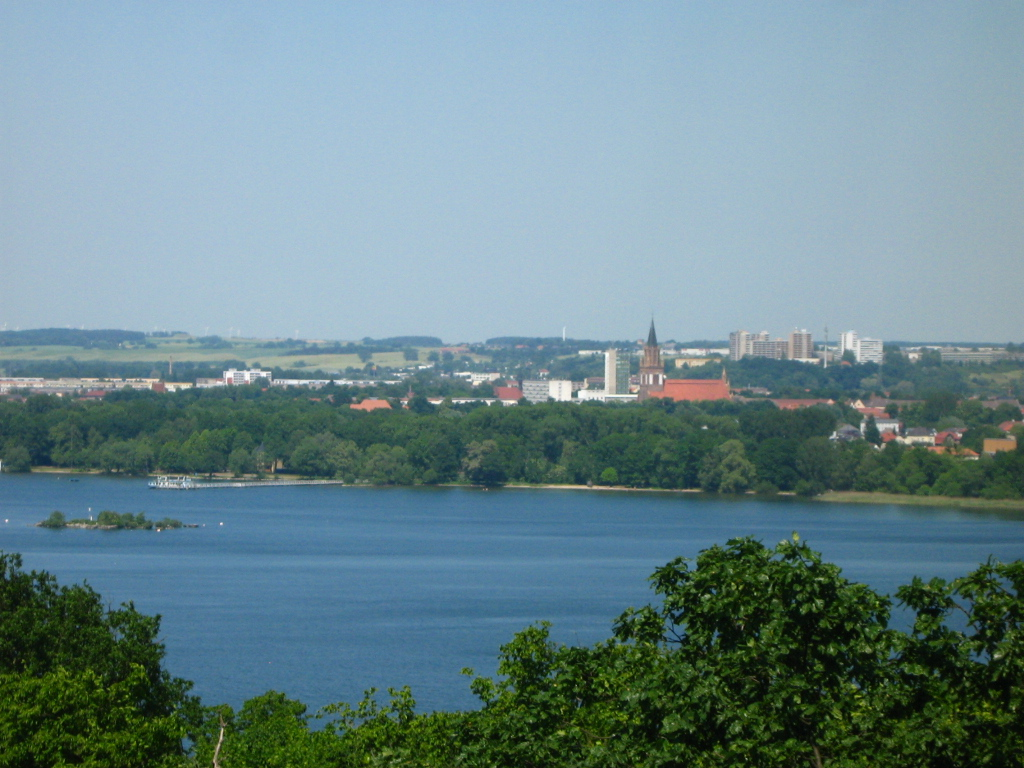
Ausblick auf die Torpedostartinsel vom Aussichtsturm Behmshöhe
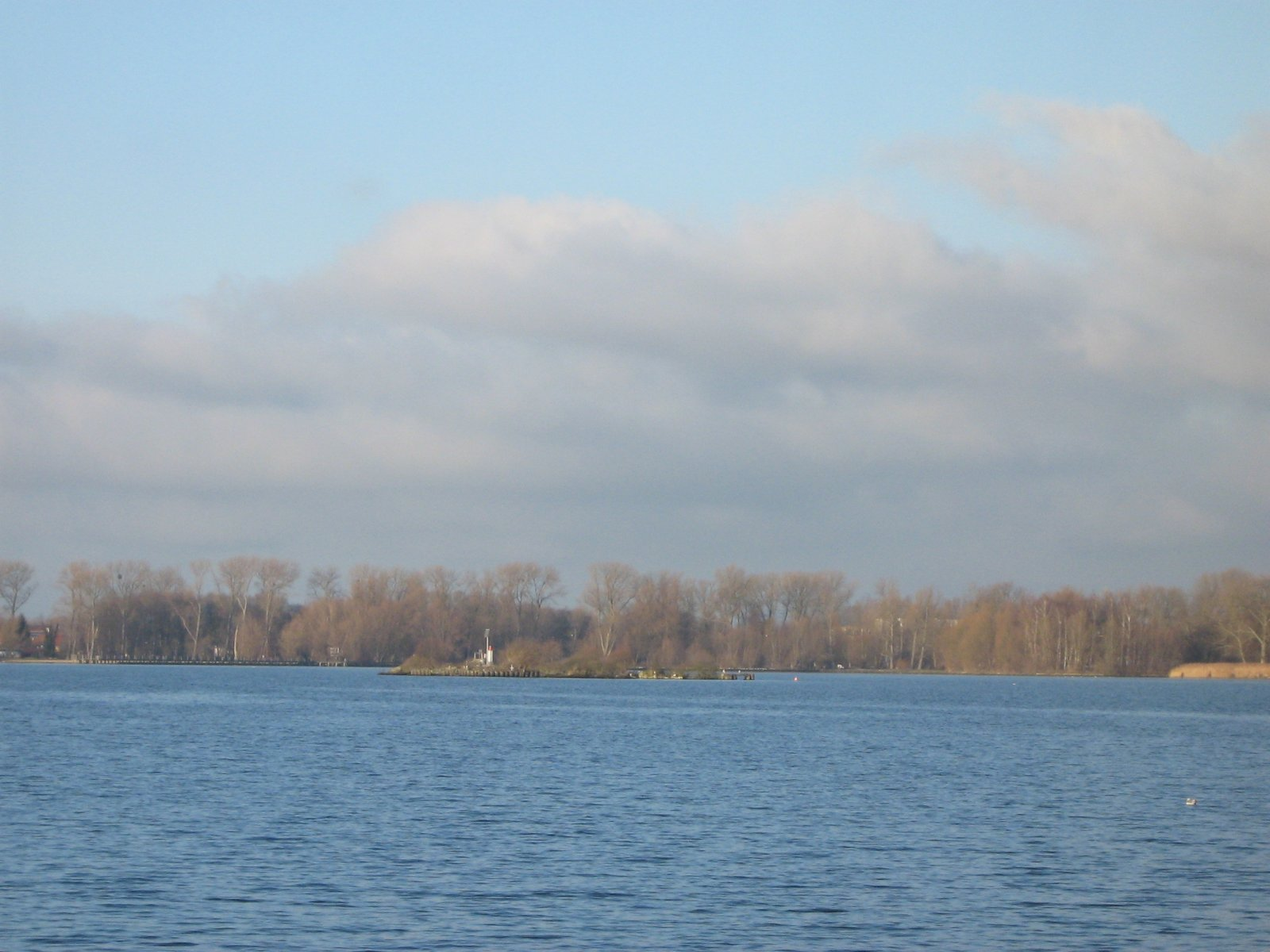
Trümmerinsel im Tollensesee
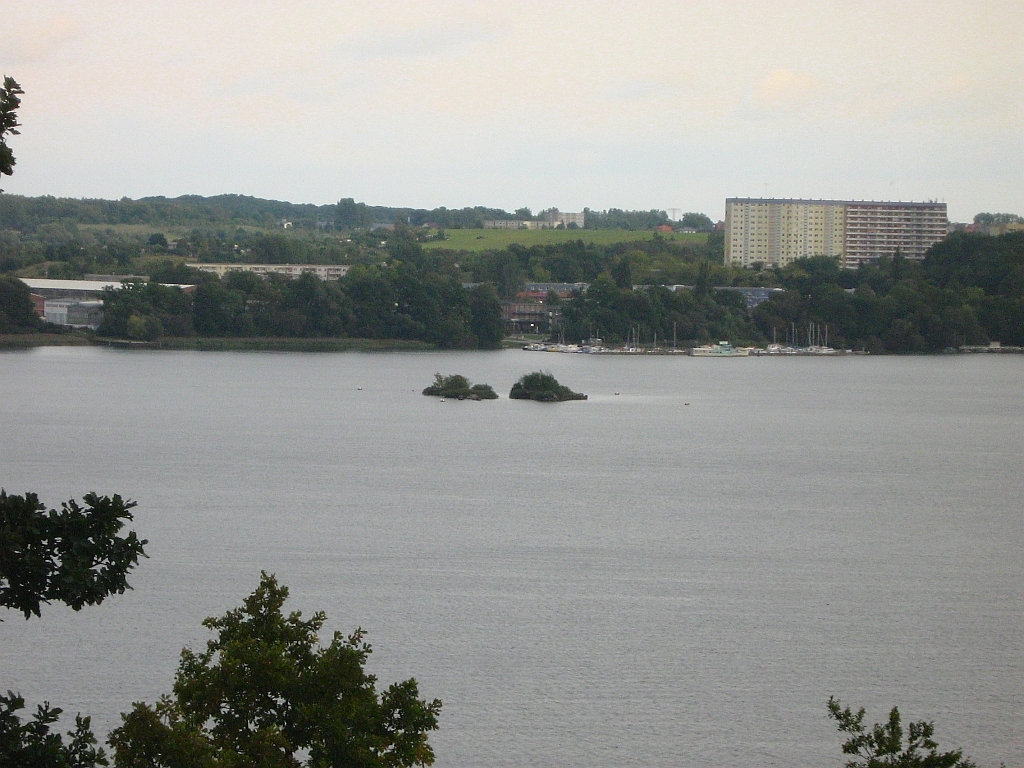
Trümmerinsel vom Belvedere aus